# دهستان رحیم‌آباد
دهستان رحیم‌آباد نام دهستانی در بخش رحیم‌آباد شهرستان رودسر، استان گیلان در ایران است. براساس سرشماری مرکز آمار ایران در سال ۱۳۸۵، جمعیت آن ۱۰۱۹۳ نفر (۲۵۹۷ خانوار) بوده‌است.
حاج آقا مسلم گل بابایی از بزرگان این دهستان بودند که سالها در حوزه علمیه قم به تحصیل دوروس حوزوی مشغول بودند و مزار ایشان در گلزار شهدای شهر رحیم آباد میباشد.